# إنسولين (دواء)
الإنسولين أو الأنسولين (بالإنجليزية: Insulin) هو دواء يُستخدم لِعلاج ارتفاع سكر الدم، وهذا يتضمن حالات سكري النوع الأول وسكري النوع الثاني وسكري حملي ومضاعفات السكري مثل الحماض الكيتوني السكري وحالة فرط الأسمولية مع فرط سكر الدم، كما يستعمل جنبًا إلى جنب مع الجلوكوز لِعلاج فرط بوتاسيوم الدم. عادةً ما يُعطي عبر حقنة تحت الجلد ولكن قد تُستعمل بعض الأشكال الأخرى مثل علاج عن طريق الوريد والحقن العضلي.
يُعتبر نقص سكر الدم من أكثر الآثار الجانبية شيوعًا لهذا الدواء، وتتضمن الآثار أيضًا ألم أو تغييرات جلدية في موقع الحقن ونقص بوتاسيوم الدم وحساسية، كما يُعتبر استعماله أثناء الحمل آمنًا نسبيًا بالنسبة للطفل. يُمكن تصنيع الإنسولين من بنكرياس الخنازير أو الأبقار، ويمكن إجراء نُسخ للإنسان إما عن طريق تعديل نُسخ الخنازير أو من خلال الحمض النووي معاد التركيب. يأتي الإنسولين على ثلاثةِ أشكالٍ رئيسية: قصير المفعول (مثل الإنسولين العادي) أو متوسط المفعول (مثل معلق الإنسولين المتجانس) أو طويل المفعول (مثل إنسولين غلارجين).
استخدمَ الإنسولين لأول مرة كدواءٍ في كندا بواسطة تشارلز بست وفردريك بانتنغ عام 1922. يتواجد الإنسولين في قائمة منظمة الصحة العالمية للأدوية الأساسية. سعرهُ في الدُول النامية يترواح بين 2.39$ حتى 10.61$ لكل 1,000 وحدة دولية من الإنسولين العادي، وبين 2.23$ حتى 10.35$ لكل 1,000 وحدة دولية من معلق الإنسولين المتجانس. في المملكة المتحدة ال1,000 وحدة دولية من الإنسولين العادي أو المعلق المتجانس تُكلف هيئة الخدمات الصحية الوطنية حوالي 7.48 باوند، بينما نفس كمية إنسولين غلارجين تُكلف 30.68 باوند.

## الاستعمالات الطبية

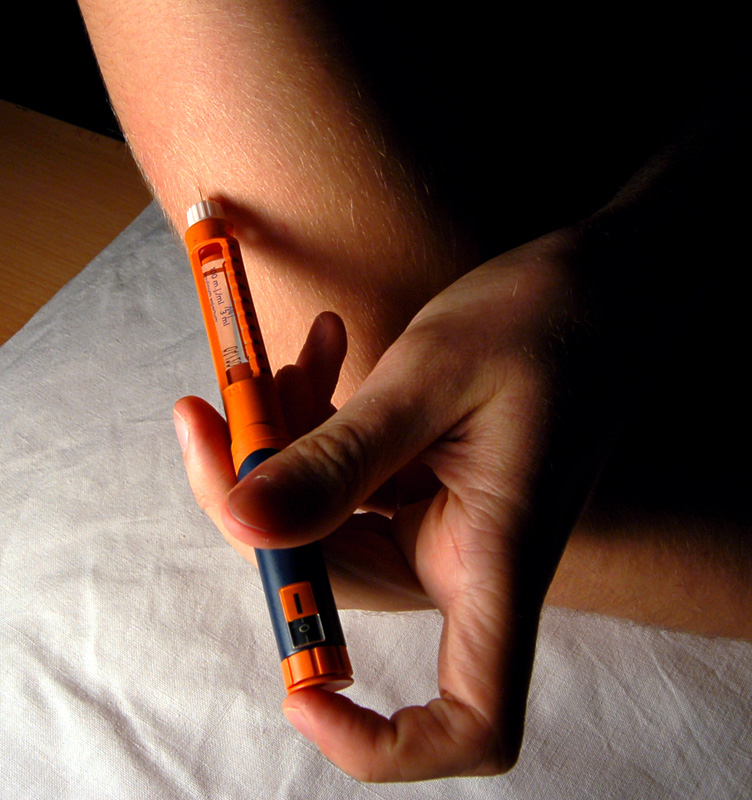
أخذ الإنسولين بواسطة قلم الإنسولين.

يُستخدم الإنسولين لعلاج عدد من الأمراض والتي تتضمن السكري ومضاعفاته الحادة مثل الحماض الكيتوني السكري وحالة فرط الأسمولية مع فرط سكر الدم، كما يُستخدم مع الجلوكوز لعلاجِ فرط بوتاسيوم الدم، ويُستخدم الإنسولين في علاجٍ نفسي يُسمى معالجة بالصدمة الإنسولينية.

## الآثار الجانبية
بعض الآثار الجانبية هي نقص سكر الدم ونقص بوتاسيوم الدم وردود الفعل التحسسية. الحساسية للأنسولين تصيب حوالي 2% من الأشخاص، ومعظم ردود الفعل هذه لا ترجع إلى الأنسولين نفسه بل إلى المواد الحافظة المضافة إلى الأنسولين مثل الزنك والبروتامين والميتاكريسول. معظم التفاعلات هي تفاعلات فرط الحساسية من النمط الأول ونادراً ما تسبب صدمة حساسية. يمكن تأكيد الحساسية المشتبه بها للأنسولين عن طريق اختبار وخز الجلد واختبار الرقعة وأحيانًا خزعة الجلد. يشمل علاج الخط الأول ضد تفاعلات فرط الحساسية للأنسولين علاج الأعراض بمضادات الهيستامين. ثم يتم تحويل الأشخاص المصابين إلى مستحضر لا يحتوي على العامل المحدد الذي يتفاعلون معه أو يخضعون لإزالة التحسس.

#### الآثار الضارة الجلدية
قد تشمل الآثار الجانبية الأخرى الألم أو التغيرات الجلدية في مواقع الحقن. يمكن أن يؤدي الحقن المتكرر تحت الجلد دون تدوير الموقع إلى ضمور شحمي وأورام أميلويدية، والتي تظهر على شكل عقيدات صلبة محسوسة تحت الجلد.

### آثار الاستخدام الروتيني المبكر
قد يوحي البدء المبكر في العلاج بالأنسولين من أجل الإدارة طويلة الأجل لحالات مثل داء السكري من النوع الثاني بأن استخدام الأنسولين له فوائد فريدة من نوعها، ومع ذلك، مع العلاج بالأنسولين، هناك حاجة إلى زيادة الجرعة تدريجيًا وتعقيد النظام الغذائي، بالإضافة إلى احتمال الإصابة بنقص سكر الدم الحاد، وهذا هو السبب في تردد العديد من الأشخاص وأطبائهم في بدء العلاج بالأنسولين في المرحلة المبكرة من إدارة المرض. كما تحول العديد من العقبات المرتبطة بالسلوكيات الصحية دون بدء الأشخاص المصابين بداء السكري من النوع الثاني في العلاج بالأنسولين أو تكثيفه، بما في ذلك نقص الحافز وعدم الإلمام بالعلاج أو الخبرة به، والقيود الزمنية التي تجعل الأشخاص يعانون من ارتفاع نسبة السكر في الدم لفترات طويلة قبل بدء العلاج بالأنسولين. وهذا هو السبب في أن إدارة الآثار الجانبية المرتبطة بالاستخدام الروتيني المبكر طويل الأمد للأنسولين لعلاج داء السكري من النوع الثاني يمكن أن يمثل تحديًا علاجيًا وسلوكيًا.

## حساب الجرعة
تُعطى جرعة الإنسولين وفق الصيغة التالية
{\displaystyle \mathrm {insulin} ={\frac {\mathrm {glucose} -{\mathit {TR}}}{\mathit {CF}}}+{\frac {\mathrm {carbohydrates} }{\mathit {KF}}}={\frac {{\mathit {KF}}\times (\mathrm {glucose} -{\mathit {TR}})+\mathrm {carbohydrates} \times {\mathit {CF}}}{{\mathit {CF}}\times {\mathit {KF}}}}}
بالاعتماد على سكر دم المريض والكربوهيدرات الداخلة، والثوابت هيَ:
- TR = target rate = المعدل المستهدف
- CF = corrective factor = عامل التصحيح
- KF = carbohydrate factor = عامل الكربوهيدرات